# یواس‌اس ونونا (وای‌تی-۱۴۸)
یواس‌اس ونونا (وای‌تی-۱۴۸) (به انگلیسی: USS Wenonah (YT-148)) یک کشتی بود که طول آن 100' بود. این کشتی در سال ۱۹۴۰ ساخته شد.